# Launegildo
Il launegildo (in lingua longobarda Launechild o Launegild) era un istituto del diritto longobardo che aveva luogo quando una persona decideva di donare un bene ad un'altra persona. Dato che nel mondo longobardo l'atto del dono era visto di cattivo occhio con l'istituzione del launegildo il donatario offriva al donatore un bene di piccolo valore per far sì che tecnicamente non avvenisse un dono, bensì uno scambio di beni.
Come tutti i popoli germanici, i Longobardi non concepivano la concessione a titolo gratuito di beni o diritti né la donazione sic et simpliciter, in quanto erano atti dispositivi che "diminuivano il patrimonio". Il launegildo, istituto di diritto consuetudinario, ristabiliva una certa bilateralità nello spostamento di ricchezze, cui dava anche una certa stabilità, e consisteva nella dazione di un oggetto come controprestazione, anche simbolica, di una donazione.
L'usanza si ritrova anche a distanza di molti secoli dall'Editto di Rotari (643) in alcuni documenti datati intorno al 1095, dove, a fronte di un atto di liberalità, oltre ad un oggetto (generalmente un capo di vestiario), era data anche una controprestazione in denaro. Col tempo, il launegildo diventò una forma di pagamento finalizzata a convalidare una donazione tra vivi, ma non era previsto per le donazioni nei confronti di monasteri e abbazie. Nelle leggi di Liutprando (728) vi è anche un elenco di oggetti che possono essere dati come launegildo: «cavallus vel boves, aurum vel argentum, vestimenta, aeramenta, ferramenta aut animalia minuta».